# Mzuzu
Mzuzu è la città principale della regione settentrionale del Malawi ed è la terza città più popolata dello stato. Si trova nella parte settentrionale del paese e a ovest del lago Malawi. L'economia della città si basa prevalentemente, come molte altre città malawiane, sull'agricoltura e si specializza in produzione di the, gomma e caffè. A sud della città si trova la Foresta di Viphya, la più grande foresta artificiale dell'Africa.
La città è sede della Diocesi cattolica di Mzuzu.

## Società

### Evoluzione demografica
| Anno | popolazione |
| ---- | ----------- |
| 1987 | 44 217      |
| 1998 | 87 030      |
| 2008 | 175 345     |
| 2018 | 221 272     |